# 日月潭國家風景區
日月潭國家風景區位於臺灣南投縣中部，是由交通部觀光署規劃與管理的一座國家級風景特定區，原範圍以日月潭為中心，北臨魚池鄉都市計畫界線，東至水社大山之山脊線，南側以臺21線省道與水里鄉之都市計畫為界，2011年再納入埔里鎮、集集鎮與信義鄉等3鄉鎮部分區域，總面積約為1萬8,100公頃。
日月潭位於魚池鄉，為臺灣第二大湖泊，湖面海拔748公尺，常態面積7.93平方公里，最大水深27公尺，自然生態豐富，但亦為外來種生物氾濫的淡水湖泊。由於景色優美，早以「雙潭秋月」列為臺灣八景之一。
區內除了以原「日月潭特定區」為主軸的「環潭遊憩系統」外，尚規劃有位於潭北的「中明遊憩系統」、潭西水里溪流域的「水里遊憩系統」及潭西南的「頭社遊憩系統」。此外，潭東私人經營的主題樂園九族文化村以及風景區西端的集集大山，亦為知名景點。

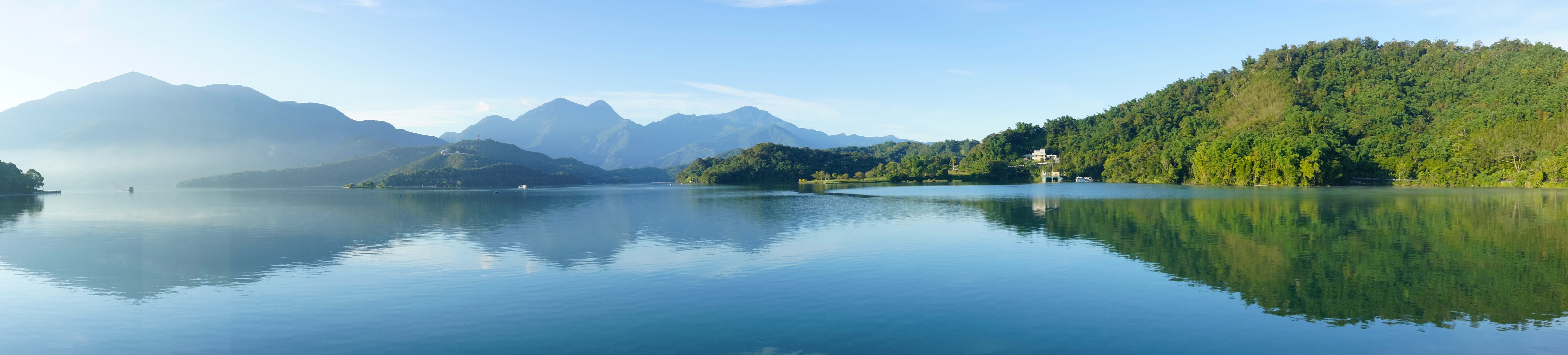
晨間的日月潭

## 歷史

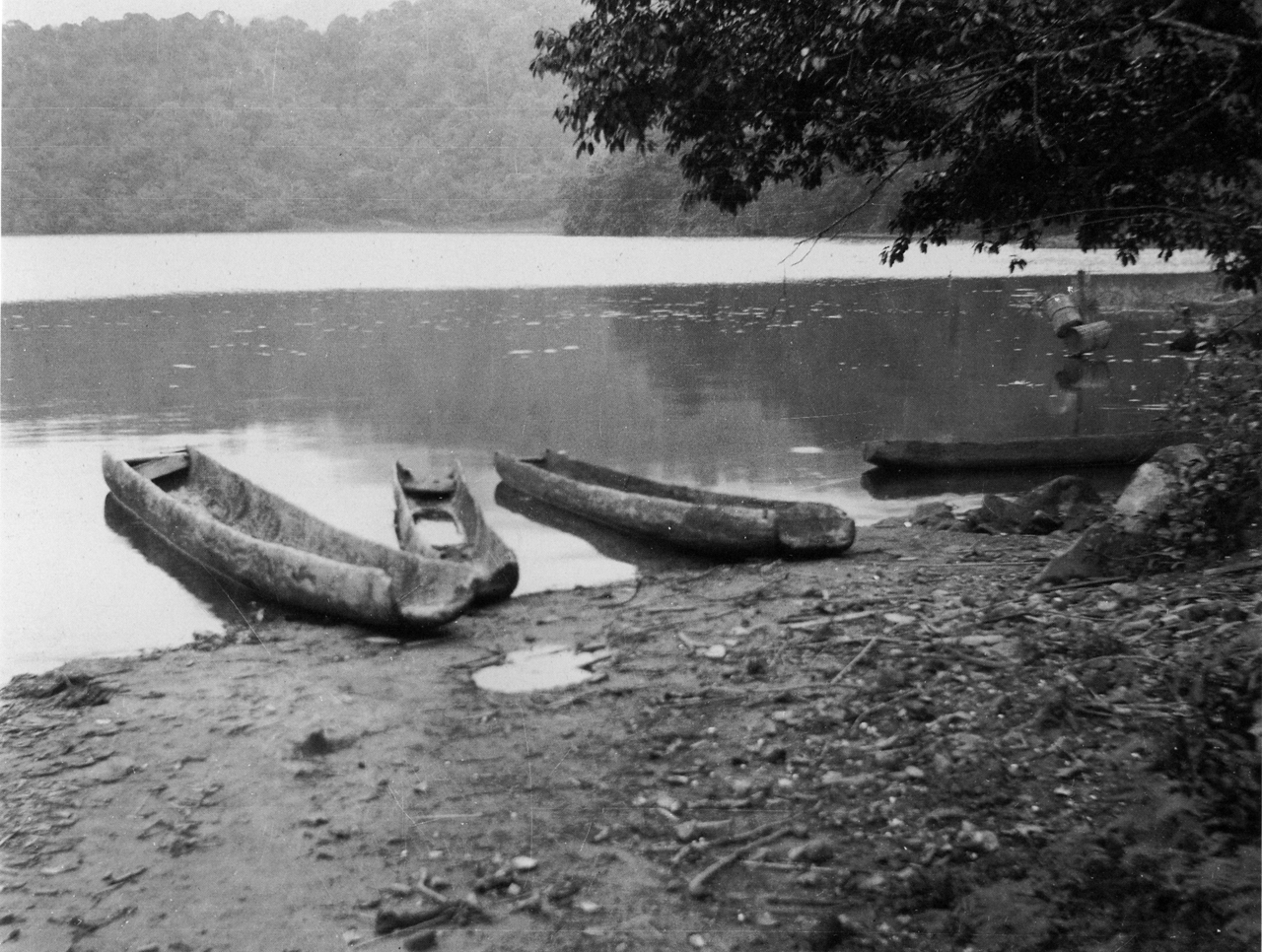
1900年日月潭舊照片

日月潭原為臺灣最大的天然湖泊，水源全仰賴雨水供應。潭中有拉魯島（舊名珠嶼島、光華島），島東及北側形圓如日，島西南側狹長微彎如月，故名「日月潭」。
1918年7月，臺灣電力株式會社開始在日月潭興建「門牌潭發電所」，但由於資金的不足，拖到1919年才大興土木。1934年6月完工，並改稱日月潭第一發電所。其相關工程包括在武界建壩攔截濁水溪上游萬大溪水，開鑿人工引水隧道至日月潭以供給水源，而發電後的水則被引導注入濁水溪支流水里溪，從此日月潭變成濁水溪水系的一環。
為了運送電廠興建所需要的材料，集集線鐵路因此孕育而生。完工後的日月潭的水位上升，湖面面積也從原來的4.55平方公里擴張至7.73平方公里，當時稱為「珠嶼島」的潭中島面積也小為縮小。
1944年發電廠遭飛機轟炸損壞，發電停頓。1946年臺灣電力公司成立，隨後修復電廠恢復供電，1948年10月改名為大觀發電廠。
1970年，日月潭定為省定風景區，1999年的921大地震後，進行重建工作，並設計新的服務計畫，2000年1月，成立日月潭國家風景區管理處，除日月潭外，北面擴大至魚池鄉，東至水社大山，西至集集大山，南至水里蛇窯。
2011年10月，行政院經建會通過日月潭國家風景區範圍擴大計畫，將新納入埔里鎮南港溪左岸，集集鎮綠色隧道與名間鄉交界處，以及信義鄉潭南、地利和雙龍等布農族部落，面積將擴大為一萬八千公頃。12月交通部觀光局公告施行。

## 景點

### 魚池鄉

#### 日月潭系統

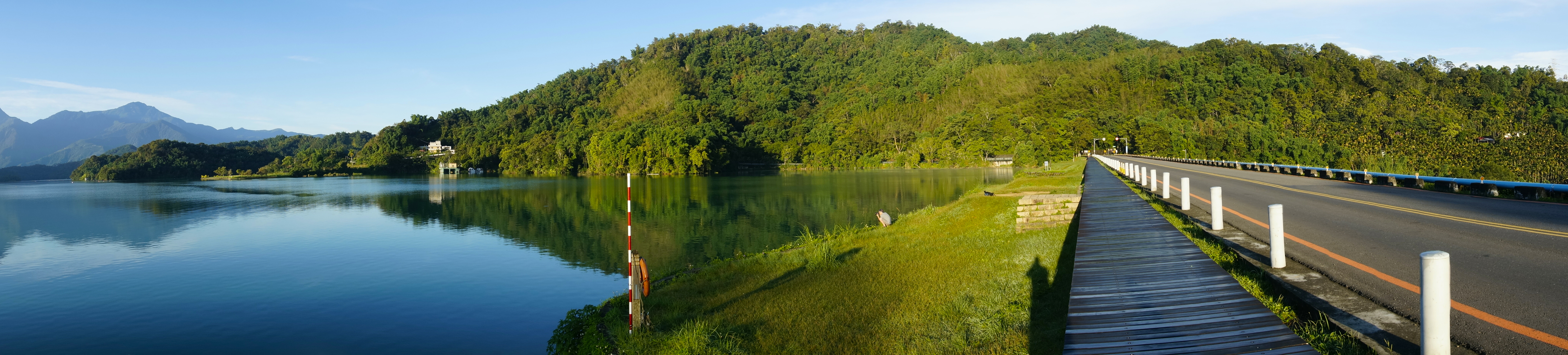
日月潭環潭自行車道

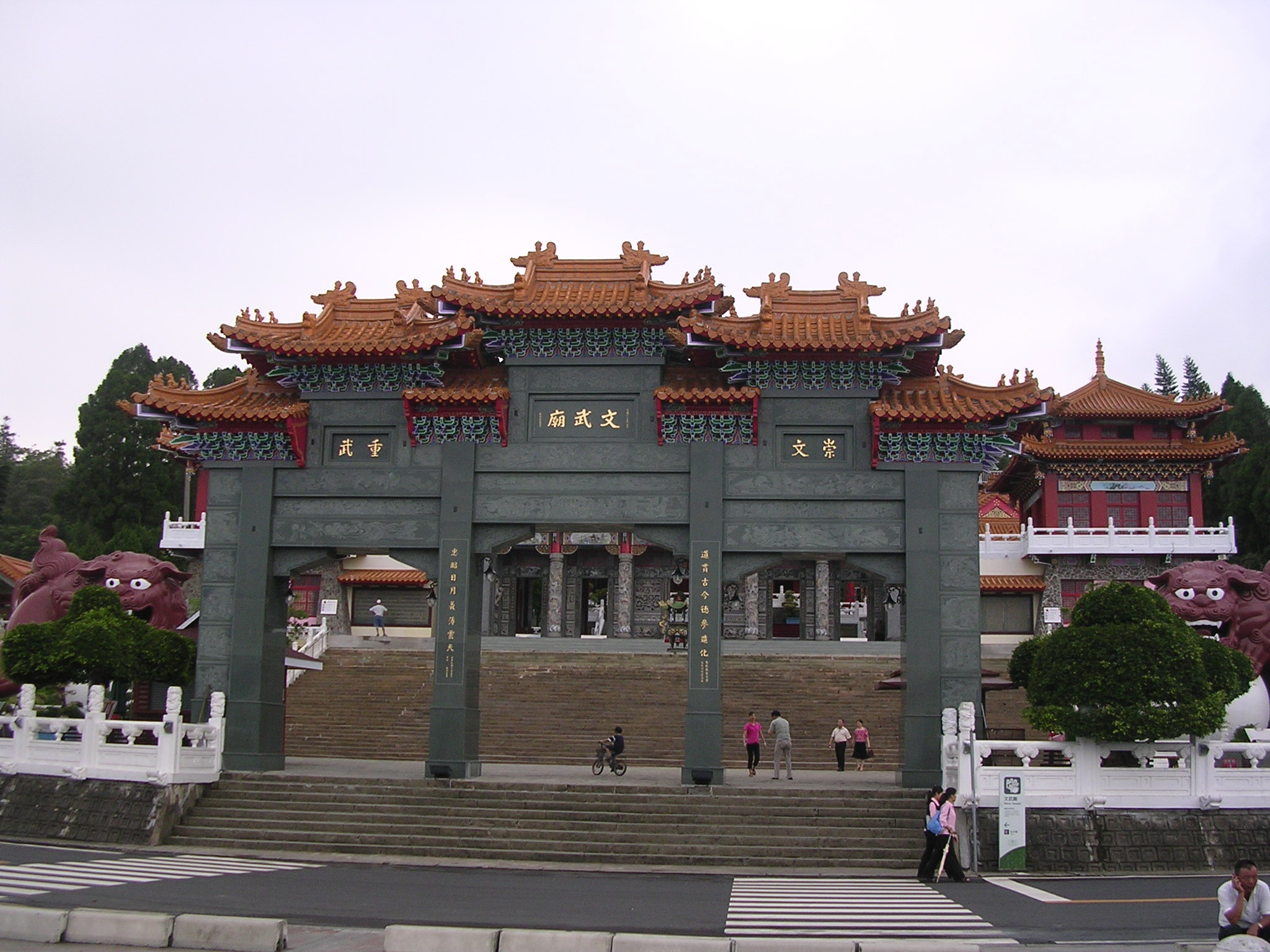
日月潭文武廟入口

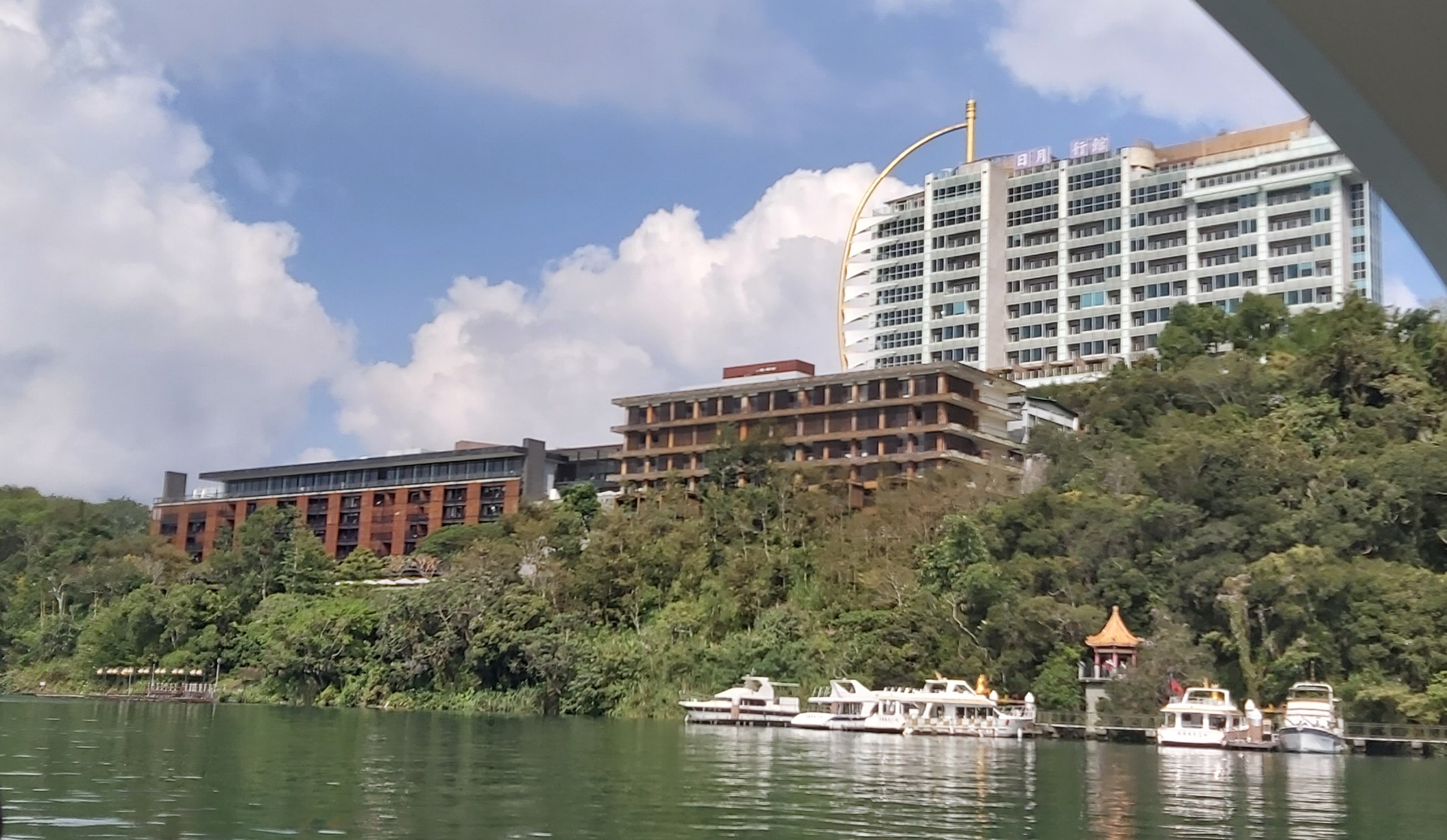
日月潭涵碧樓酒店與日月行館國際觀光酒店（蔣公行館舊址）

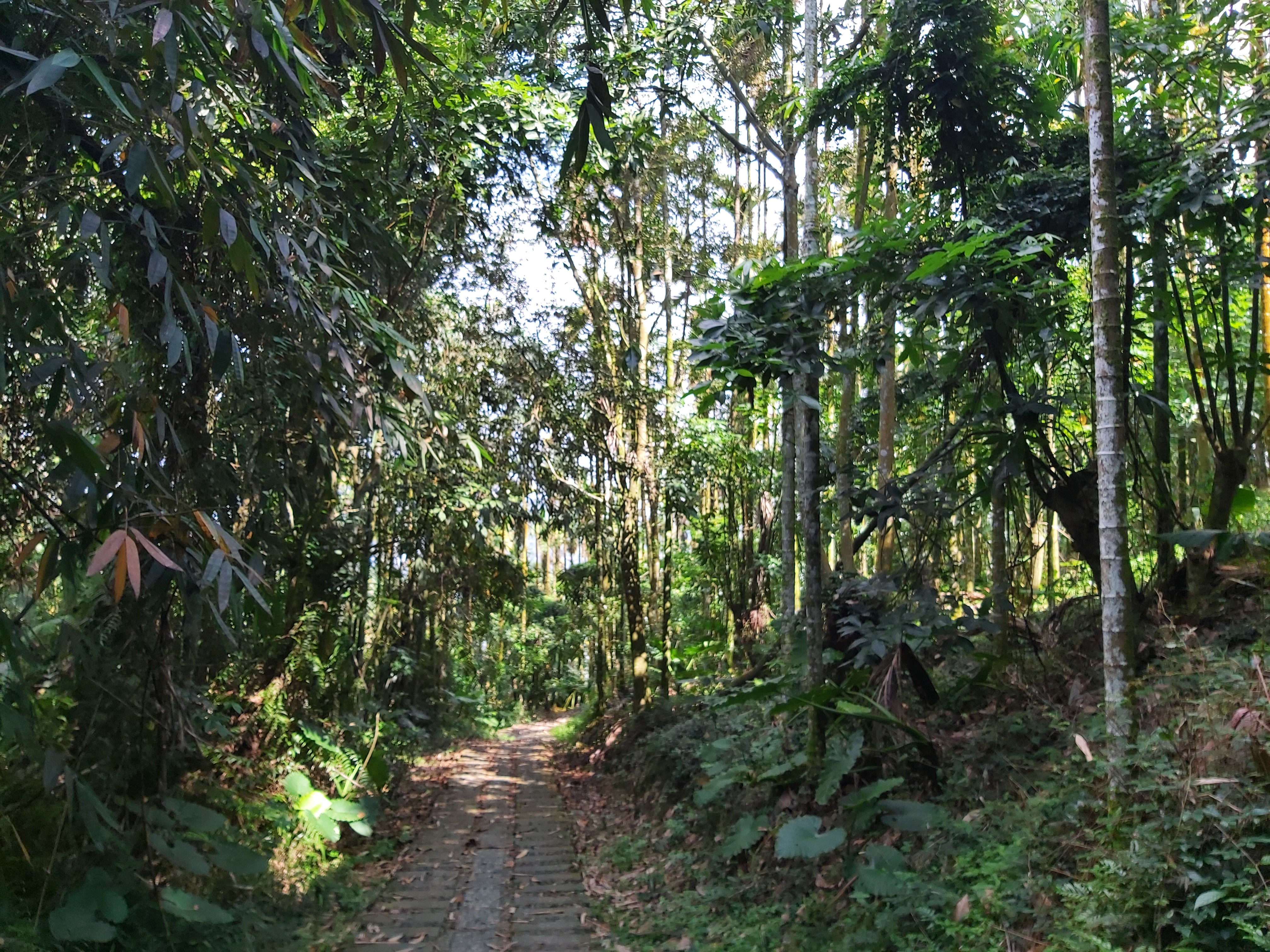
穿梭玄光寺與玄奘寺間的青龍山步道

- 日月湧泉：從大竹湖步道可就近觀賞日月湧泉壯觀美景，是注入日月潭潭水主要來源，取萬大溪溪水，自武界壩攔截溪水，由過水隧道流至日月潭，因武界地區地勢較高於日月潭，故產生湧泉現象。
- 拉魯：位於日月潭中，以拉魯為界，日月潭分為日潭和月潭。國民政府來臺後，將之改名為光華島，後又復名拉魯，是臺灣原住民邵族傳說中最高祖靈居住之處。因九二一大地震，島上建築多有損壞，全島也部份沉入水中；2007年開始修復工程。
- 向山行政暨遊客中心
- 日月潭纜車
- 文武廟：文武廟建立於1932年，位於日月潭北面山腰上，主祀關帝，另供奉孔子、岳飛而得名。廟宇以金黃色為主，巍峨聳立。而其形勢陡峻，若搭船可泊山麓崖，循石階365級上可登抵。殿前有雙龍弄珠石雕。登上文武廟後殿山坡，可以遠眺日月潭景。
- 孔雀園：位於環湖公路旁的一座專門飼養孔雀的動物園，設立於1968年。園中約有200多隻孔雀，主要是藍孔雀。
- 慈恩塔：由蔣介石為了紀念母親王太夫人所建。建於海拔954公尺的山上，塔頂正好是海拔1000公尺。可由此觀賞日月潭全景。2009年11月5日的南投地震影响部分受损，曾于2009年11月9日起将主体建筑物封闭、维修，2010年8月26日整修完毕后重新开放。
- 玄奘寺：位於日月潭風景區的一座佛寺，建立於民國54年(西元1965年)，為紀念唐代高僧玄奘法師對佛教發展的貢獻所建立之寺院，供奉玄奘法師的舍利。
- 玄光寺：位於日月潭風景區的一座佛寺，建立於民國45年(西元1956年)，為紀念唐代高僧玄奘法師對佛教發展的貢獻所建立之寺院，曾供奉玄奘法師的舍利。
- 猫囒山茶業改良場
- 猫囒山步道
- 內湖山步道

| - 頭社盆地 - 泥炭土活盆地 - 銃櫃天寶堂 - 三聖宮銃櫃天寶堂 | - 澀水窯 - 親手窯 - 澀水社區 |

| 車埕系統 - 車埕車站 - 車埕木業展示館 - 明潭水庫 - 明湖水庫 - 水里蛇窯 | 桃米系統 - 草湳溼地 - 茅埔坑濕地公園 - 紙教堂 - 地理中心碑 |

| - 集集車站 - 集集綠色隧道 - 集集攔河堰 - 武昌宮 - 明新書院 - 添興窯 - 農業部生物多樣性研究所 | - 雙龍瀑布 - 南投縣信義鄉潭南國民小學 - 潭南村天主教堂 - 地利村天主教堂 |

### 環潭單車系統
榮列2012年全球10大最美單車道，包括有：「湖濱鐵馬行」（30公里日月潭環湖公路）、月潭自行車道、頭社自行車道、水社向山自行車道等。

### 步道系統
明潭四秀
- 貓囒山步道：位於水社村明潭國中旁，是一條4.7公里長的步道．岸貓囒位於大林溪上游貓囒盆地中，海拔約670-700公尺間，步道可通往茶葉改良廠魚池分廠的茶園，還有滿山的的臺灣杉木林登上山頂可鳥瞰日月潭，環望水社大山，集集大山等，尤以觀賞日月潭日出是最佳地點。
- 後尖山步道
- 青龍山步道
- 水社大山步道：水社大山海拔2.059公尺，為環繞日月潭最高的一座山，亦為魚池．信義兩鄉分界點．水社大山步道起自日月村德化社附近，沿著山林爬上，步道鋪設有石階，走完1853層石階即到達山腰。

明潭十俊
- 涵碧步道
- 水社親水步道
- 內湖山步道
- 年梯步道
- 松柏崙步道：位於臺21甲線環湖公路1.95公里處，地當文武廟與孔雀園之間。
- 大竹湖步道：位於臺21甲線環湖公路3.5公里處，地當松柏崙即卜吉山之間的潭岸水域，是一條長80公尺，已原木構築，由環湖公路深入潭岸的步道，此處水域有一進水口，進水時狀如泳泉蔚為奇觀。
- 水蛙頭步道：位於臺21甲線環湖公路4.9公里處，地當大竹湖步道與伊達邵之間，步道以原木及木膠板鋪設而成，全長500多公尺，高低落差約60公尺，這是一條賞心悅目的健康步道，坡度平緩沿途蒼翠的竹樹參差，滿佈各種野生花草，由以蕨類是日月潭最可觀的地點。
- 伊達邵親水步道
- 土亭仔步道：位於臺21甲線環湖公路9.5公里處，地當伊達邵南方的茄苳崙與沙巴蘭山之交接處，步道長約600公尺高低落差約80公尺，沿途地形起伏、彎曲，登臨盡頭有一座展望樓可眺望山水風光。
- 月潭步道
- 向山生態步道：位於向山遊客中心東邊臨崖湖濱，長度約820公尺，設有懸臂景觀臺（離崖下水面高度約30公尺）。

## 照片集

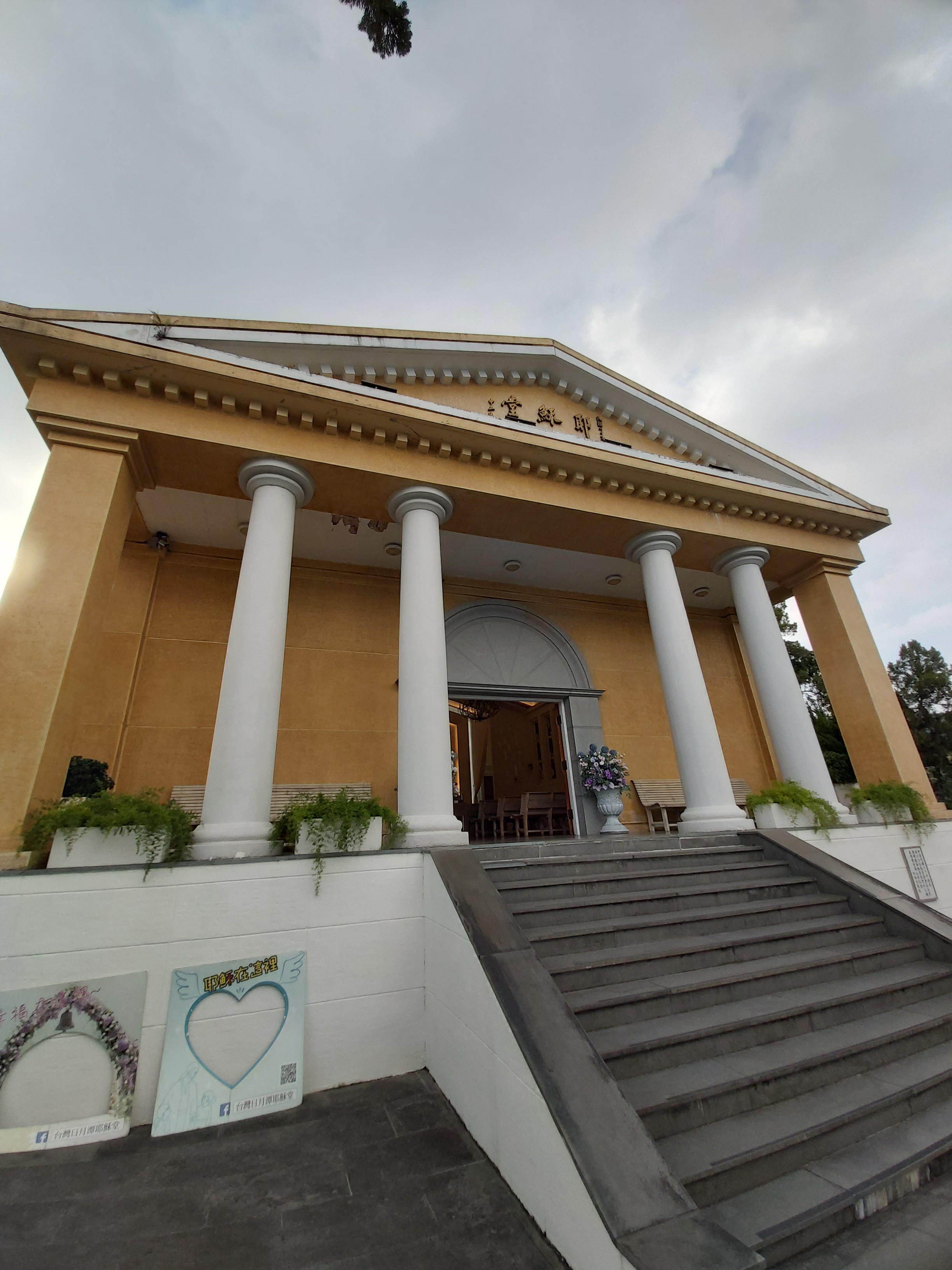
耶穌堂
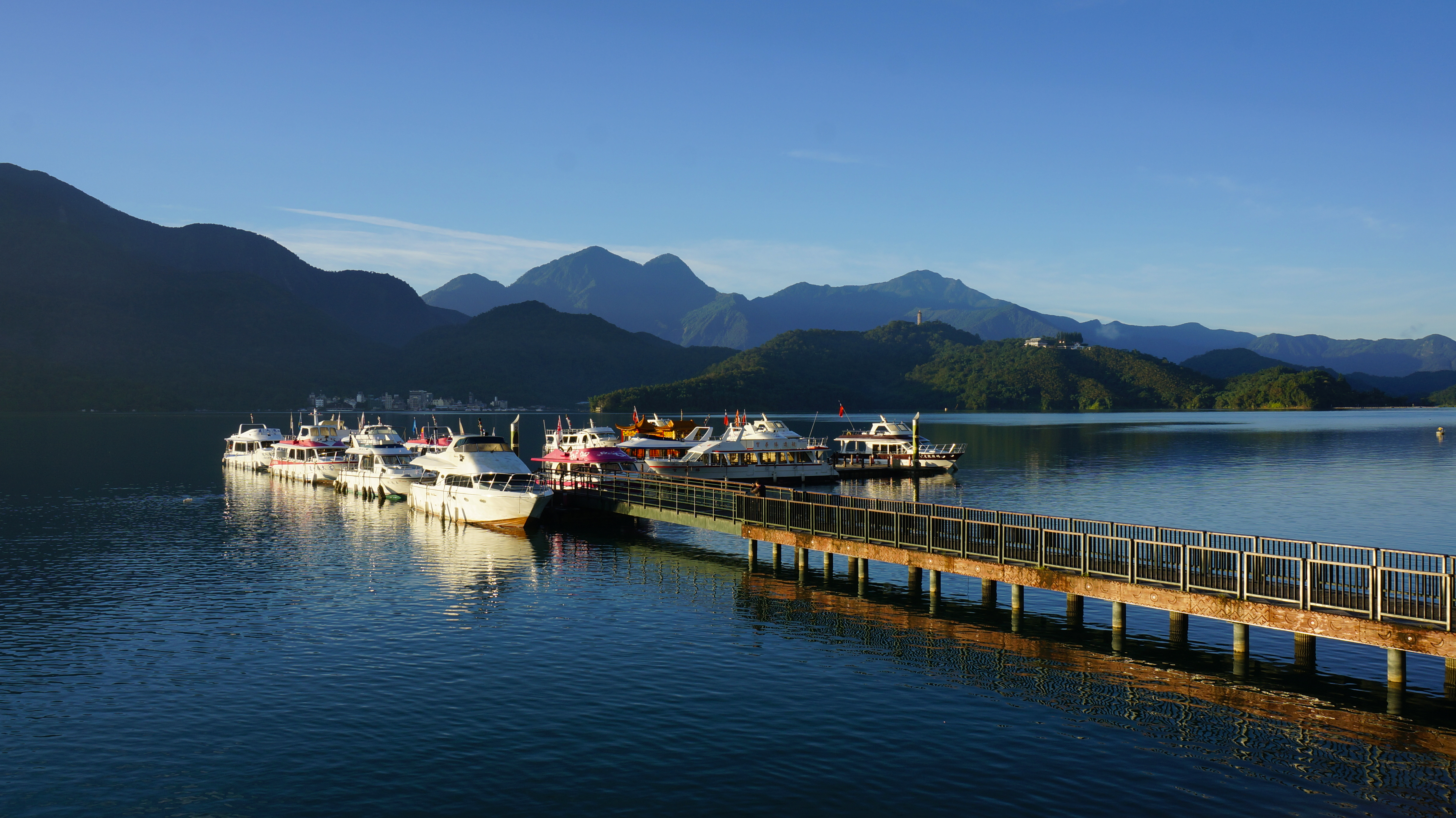
朝霧碼頭
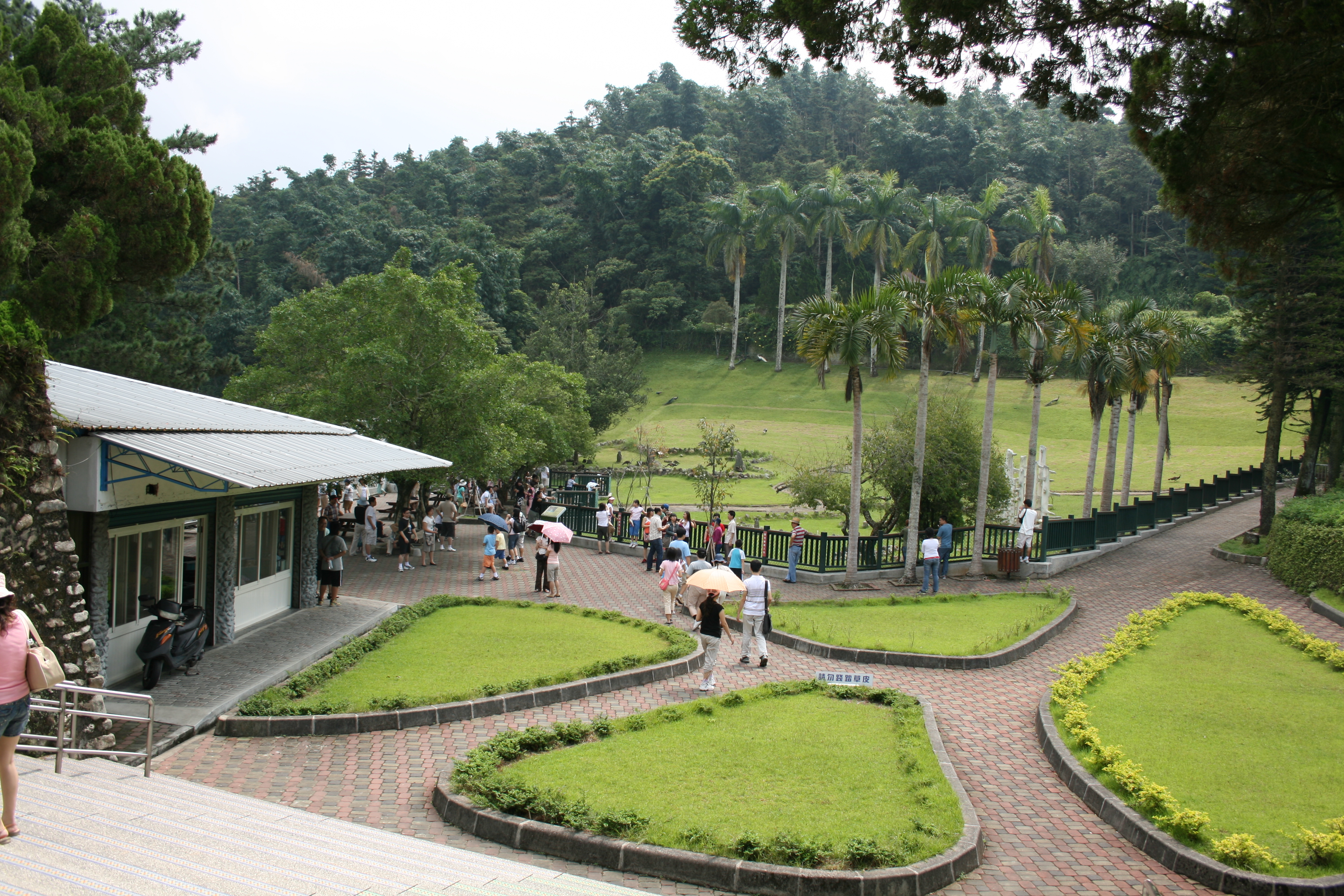
孔雀園
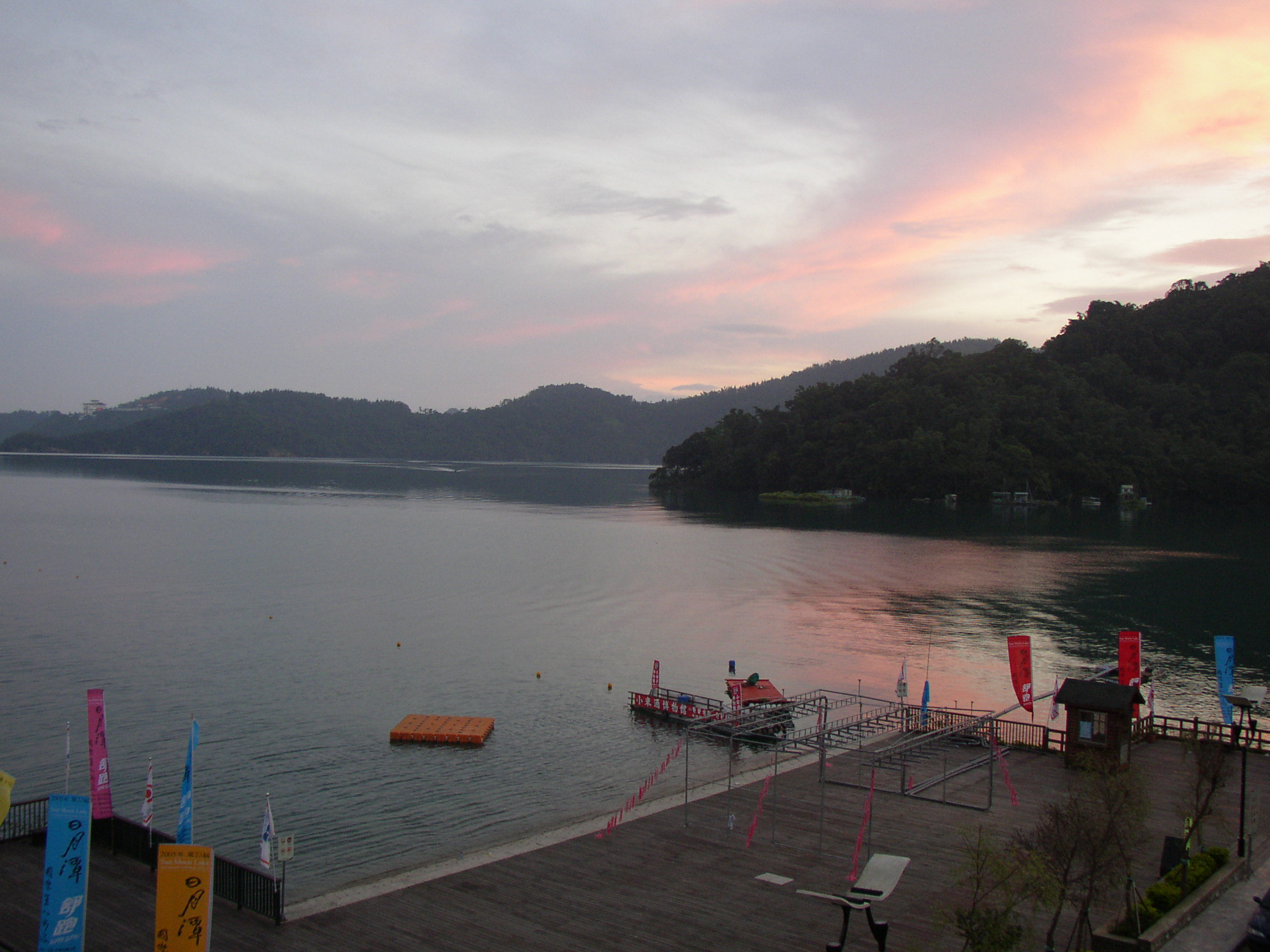
早晨的日月潭碼頭
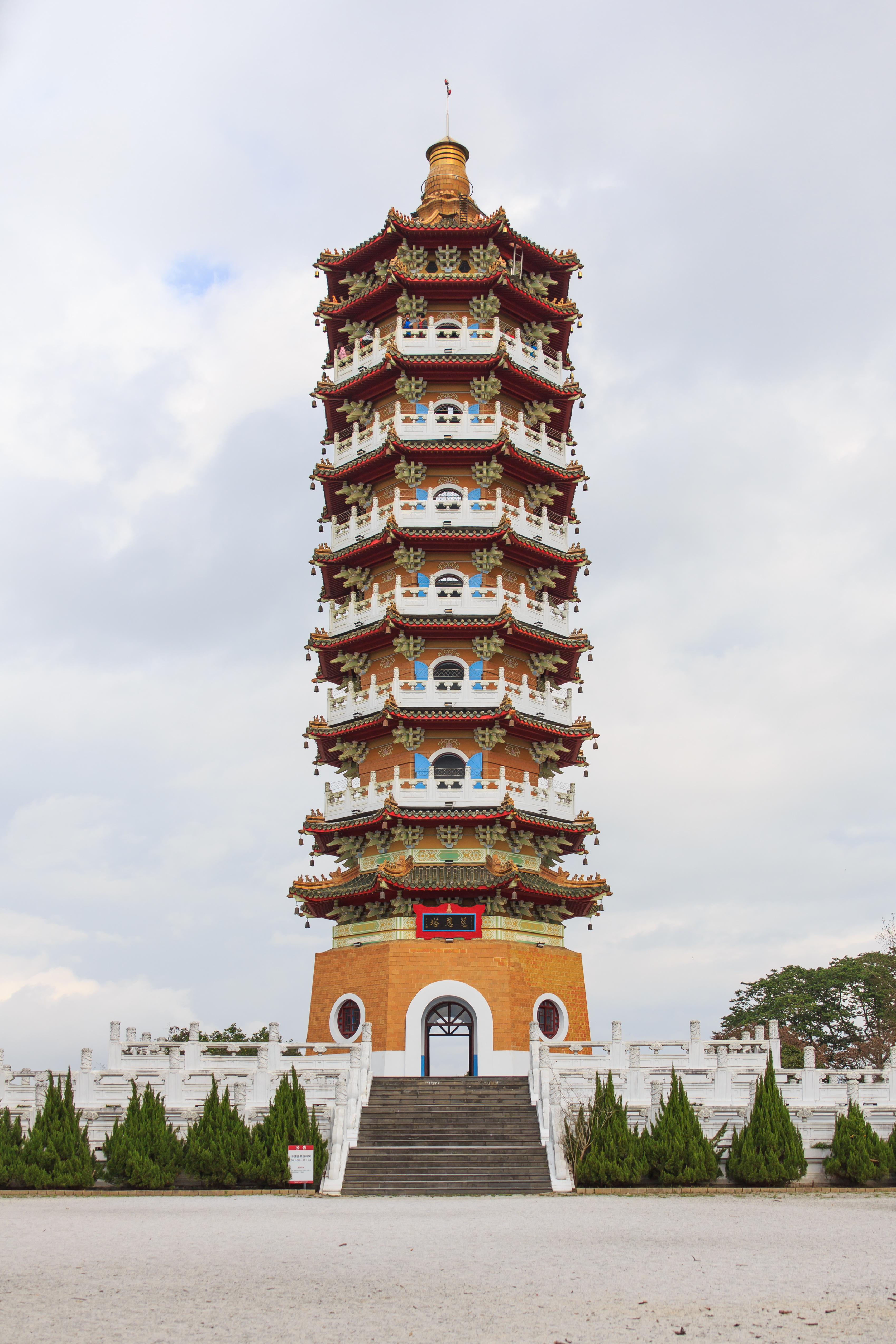
慈恩塔
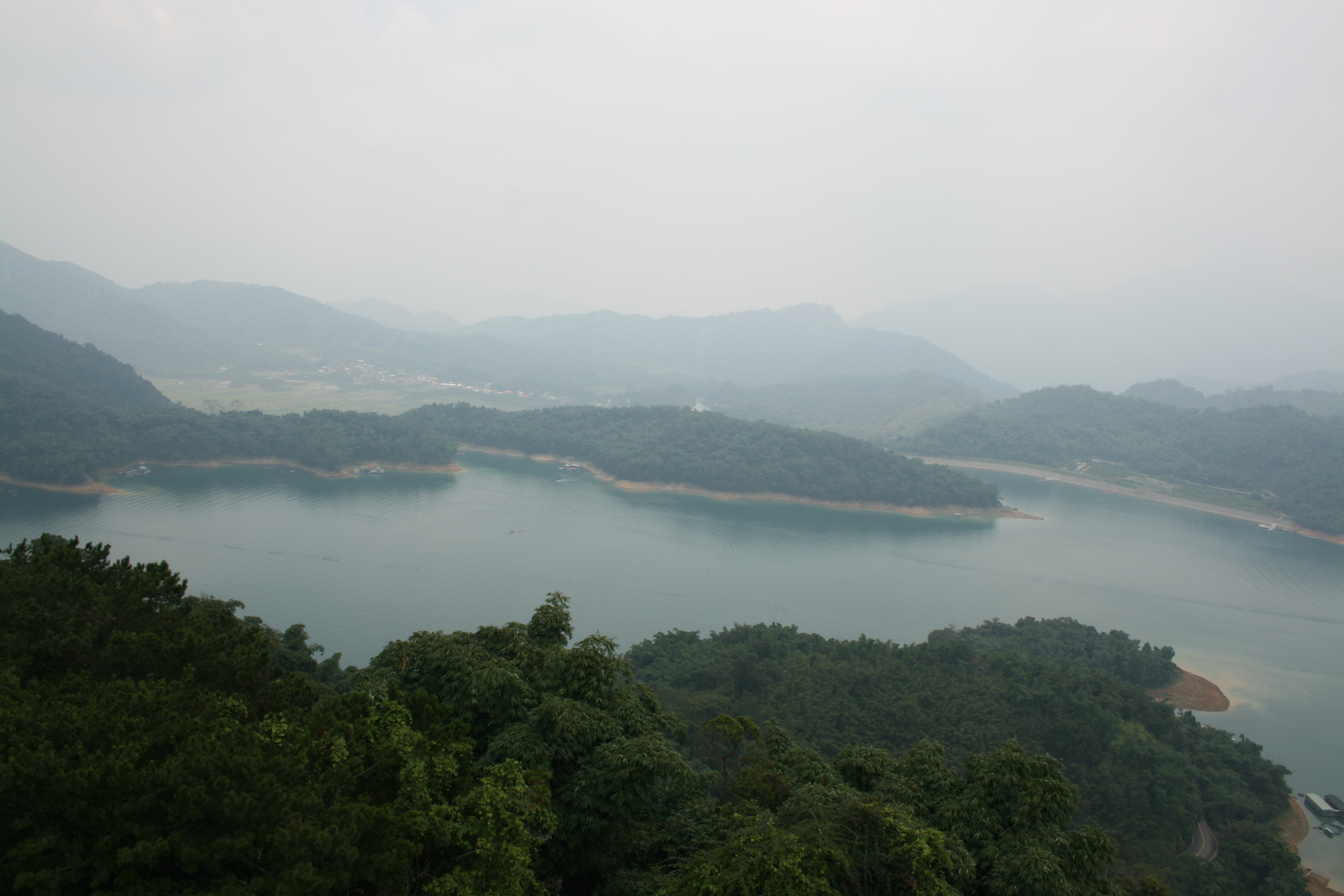
由慈恩塔上拍攝的日月潭月潭
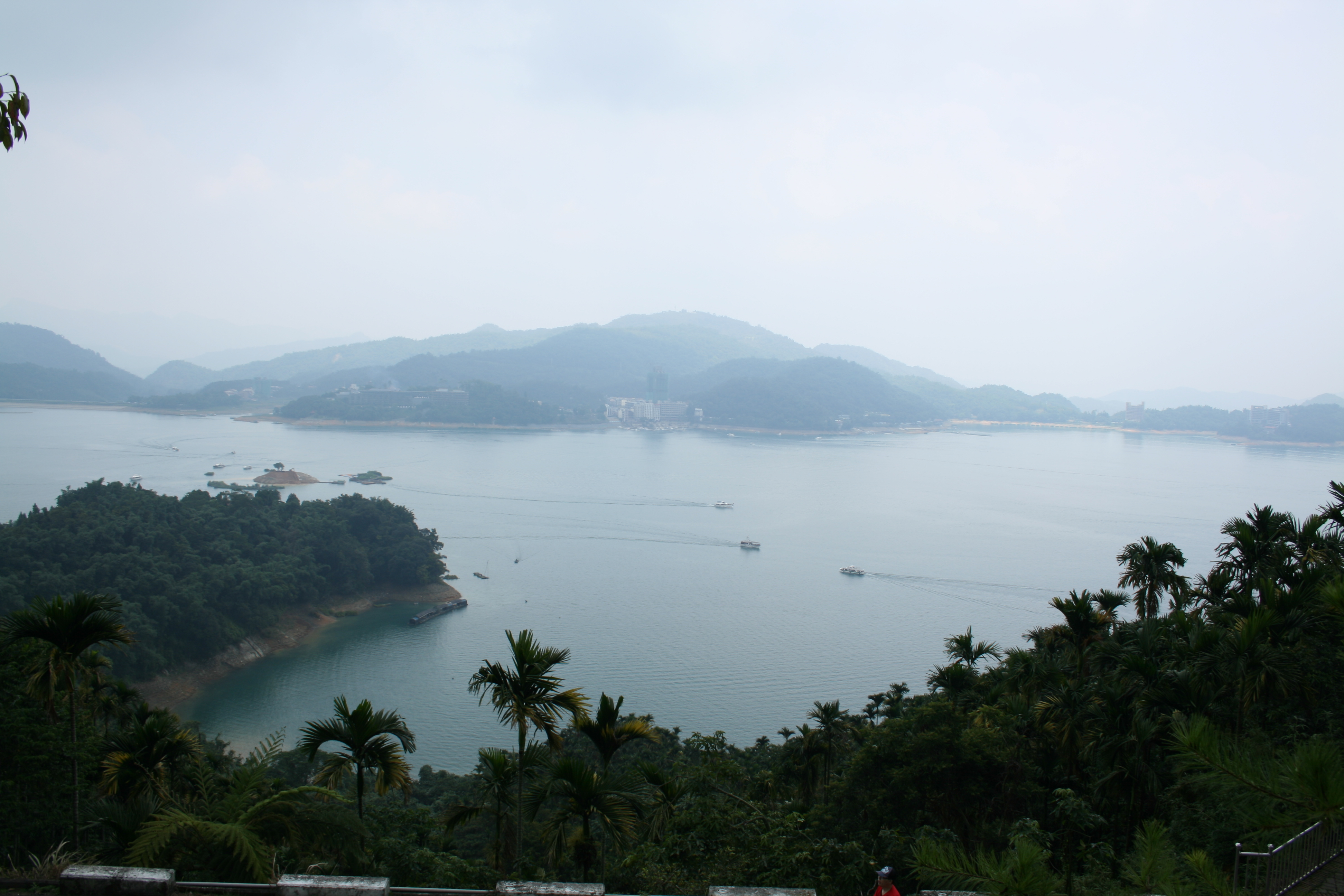
由玄奘寺拍攝的日月潭日潭
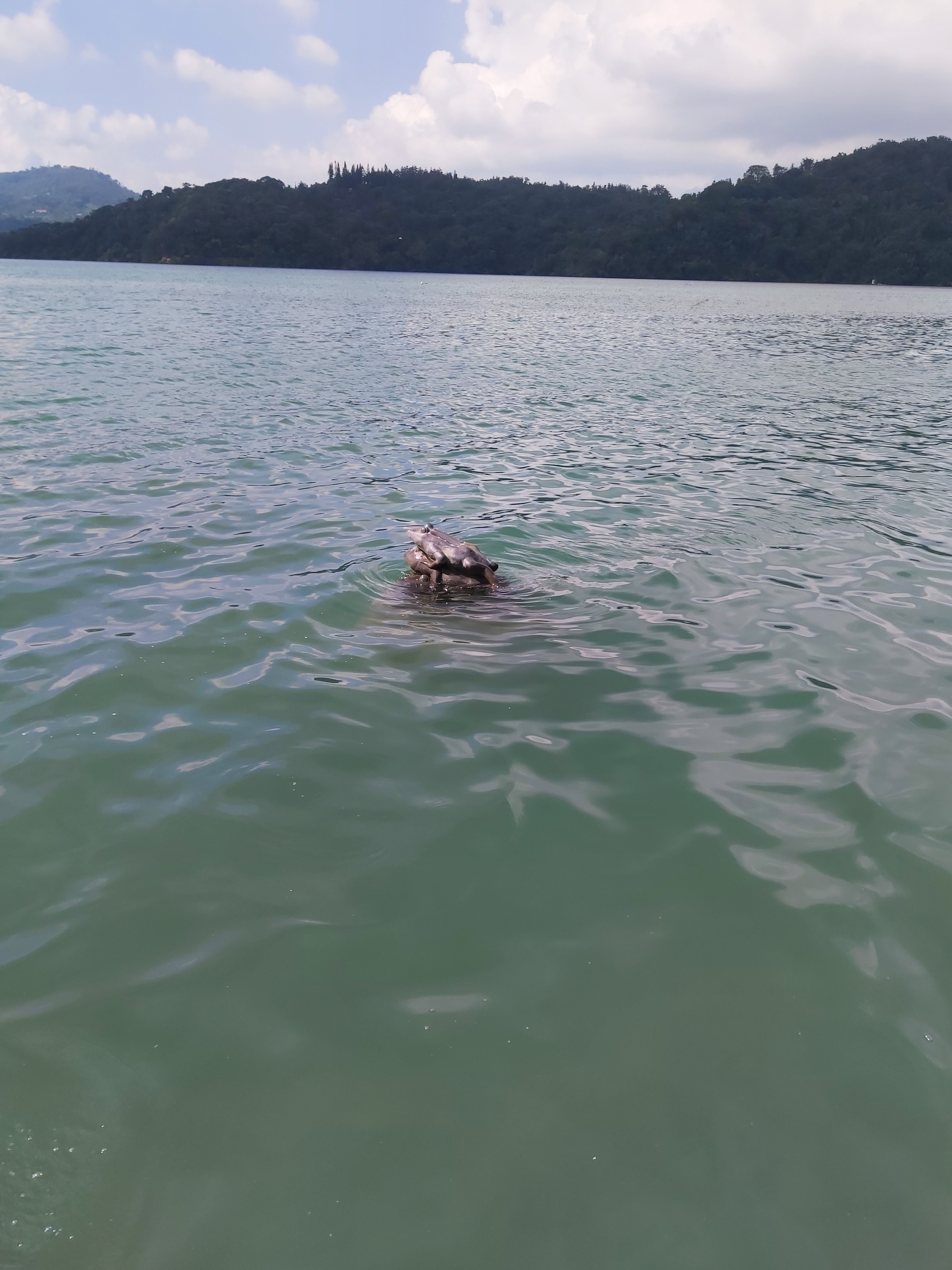
水蛙頭九蛙疊像（滿水位）
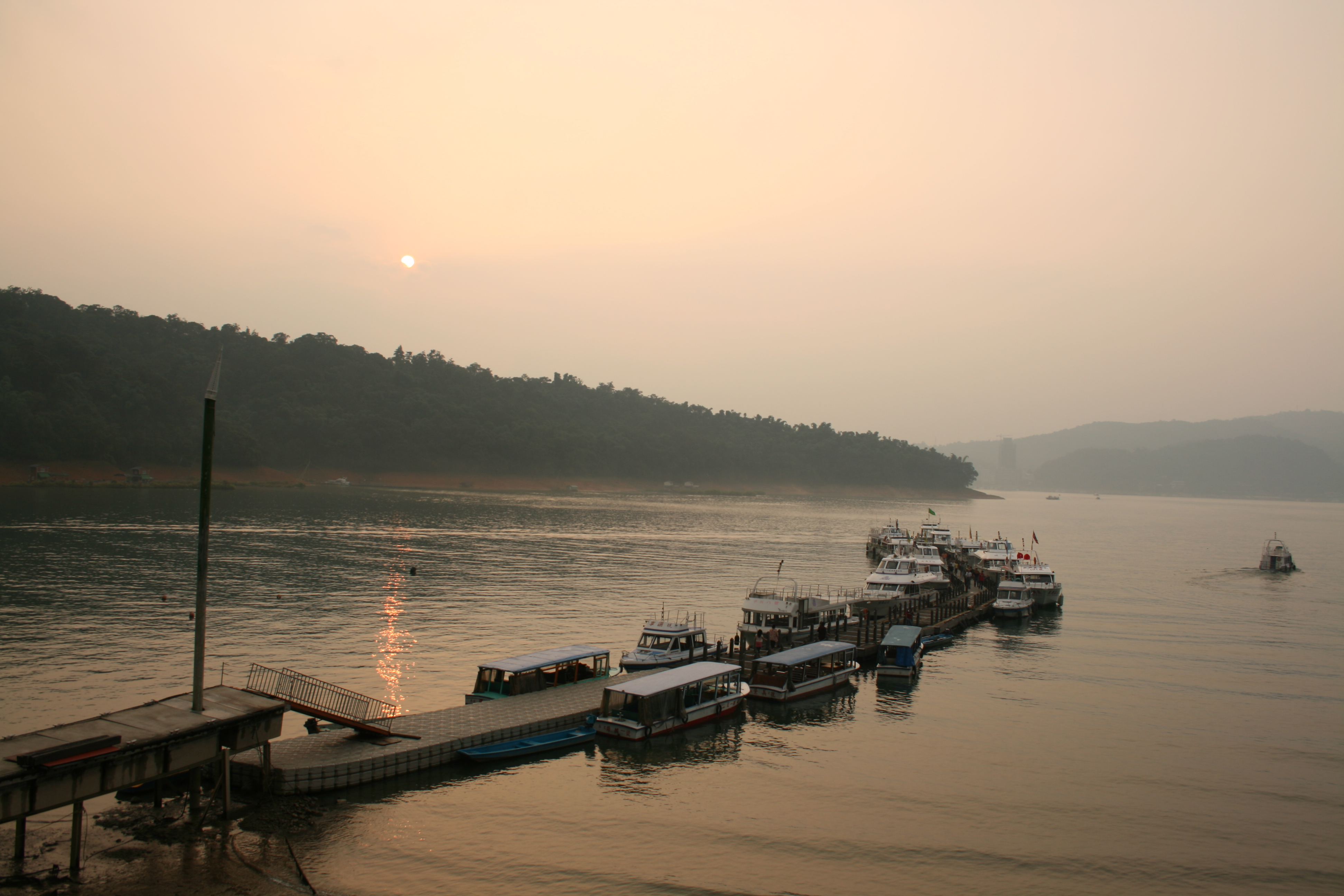
黃昏的伊達邵碼頭
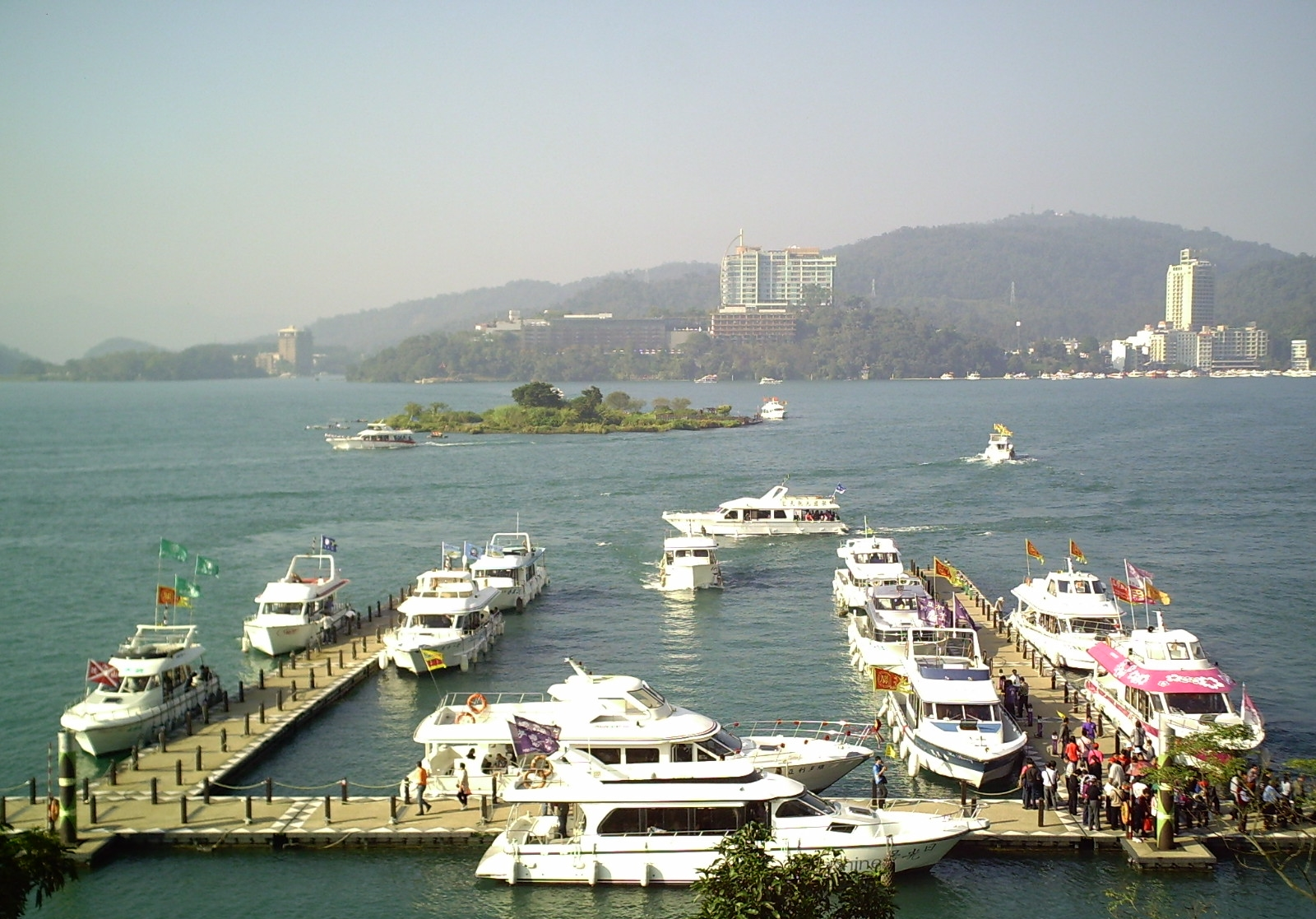
日月潭遊艇碼頭、拉魯島
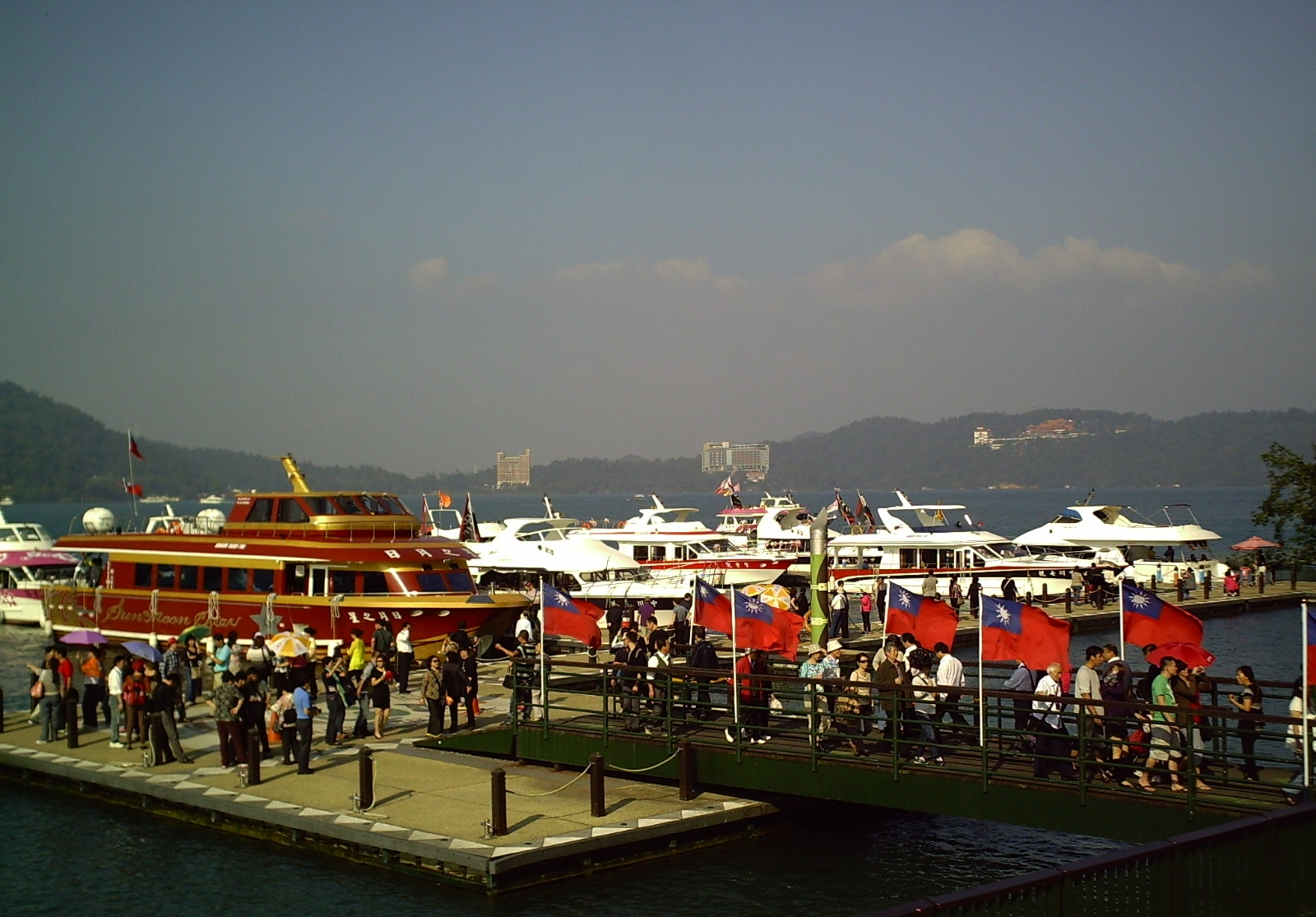
日月潭遊艇碼頭、兩排迎風飄揚的中華民國國旗
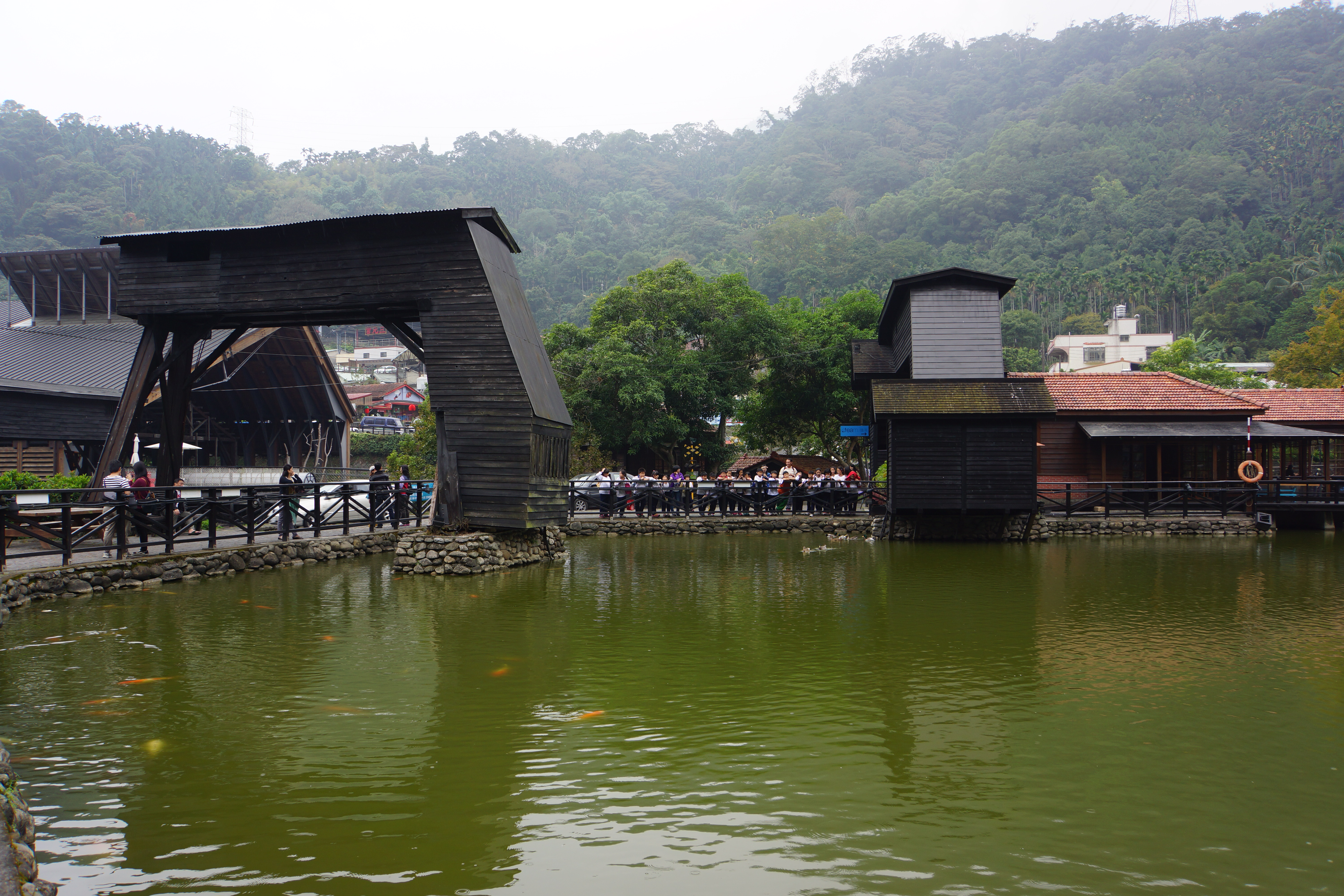
車埕貯木池
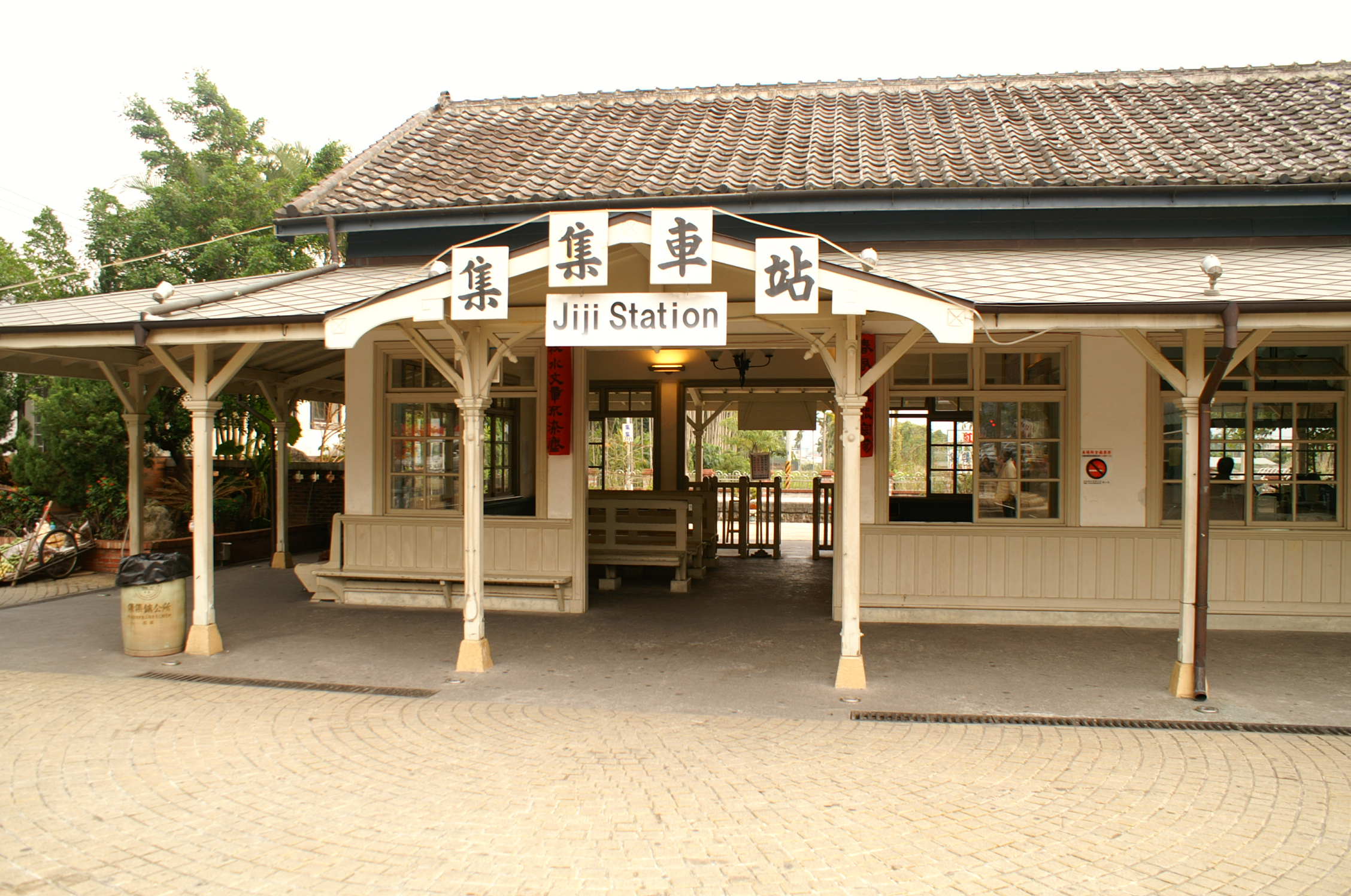
集集車站
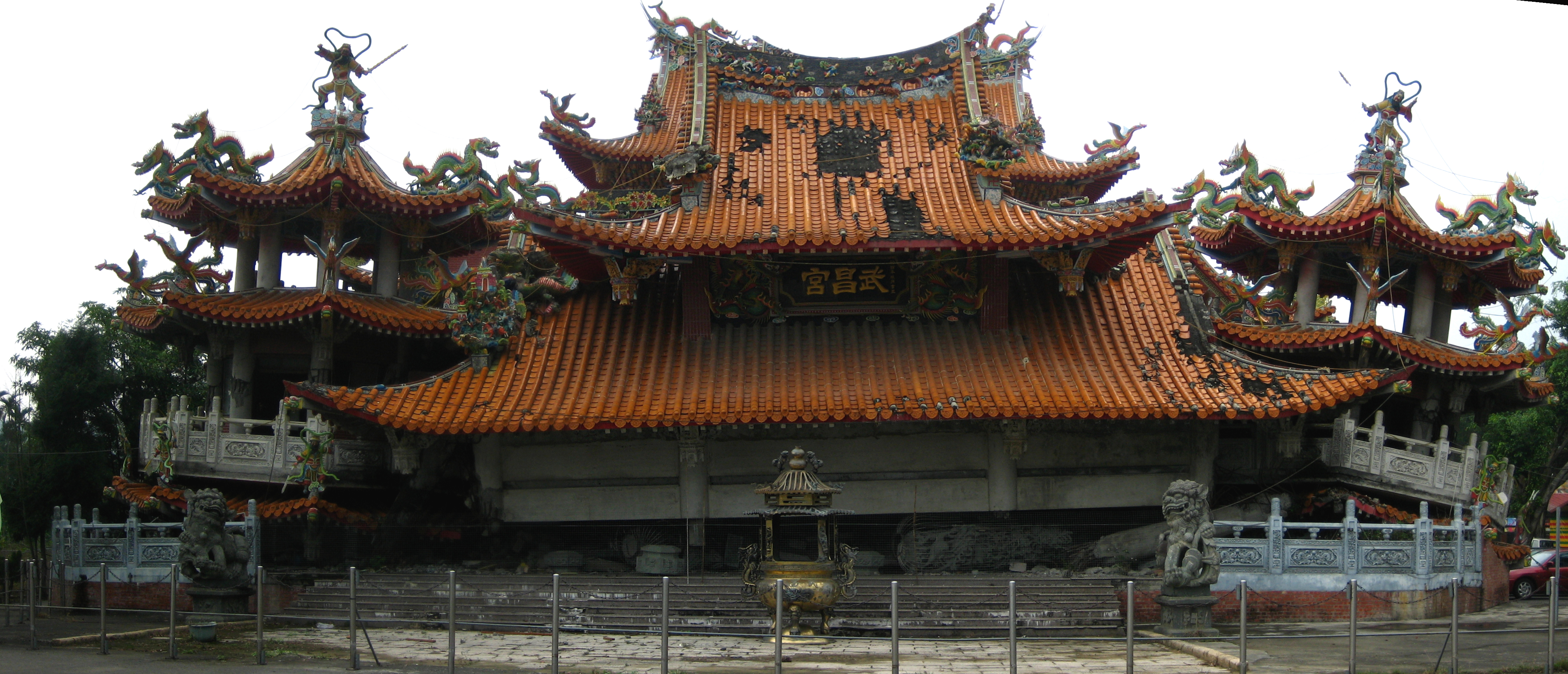
921地震遺址－集集武昌宮

## 活動
萬人橫渡日月潭活動
從1983年開始，每年的中秋節前後，日月潭都會舉辦「萬人橫渡日月潭」的競泳活動，全程大約三千公尺。2002年也正式列入世界游泳名人堂。2006年共有21942人參加，首度突破2萬人。
日月潭跨年花火節
日月潭花火音樂嘉年華
九族櫻花季

## 經營管理

### 管理處組織
- 企劃科
- 工務科
- 管理科
- 遊憩科
- 水社旅客中心
- 向山旅客中心
- 秘書室
- 人事室
- 會計室
- 車埕管理站
- 車埕旅客中心
- 伊達邵管理站
- 伊達邵旅客中心
- 埔里管理站

## 外部連結
- 日月潭國家風景區管理處 （页面存档备份，存于）
- 日月潭觀光旅遊網 （页面存档备份，存于）
- 日月潭國家風景區-向山遊客中心 （页面存档备份，存于）